# William Holabird

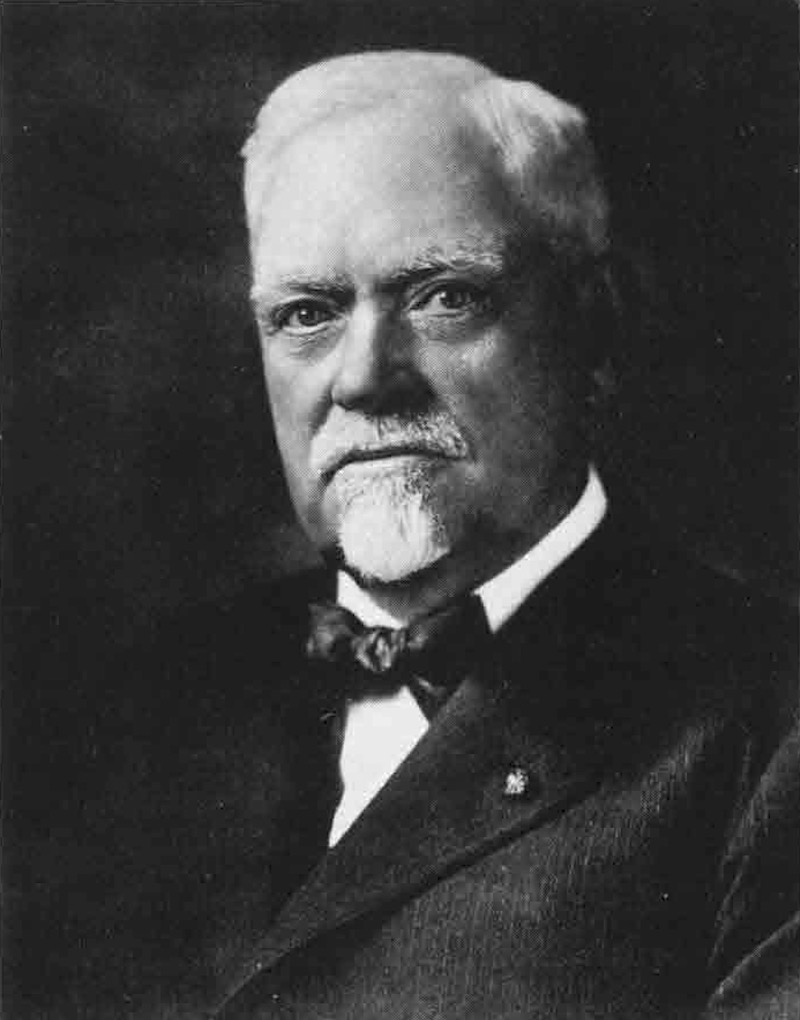
William Holabird (um 1910)

William Holabird (* 11. September 1854 in Amenia, New York; † 19. Juli 1923 in Evanston, Illinois) war ein US-amerikanischer Architekt.
Gemeinsam mit Martin Roche war er ein Vertreter der Chicagoer Schule. Beim  Tacoma Building (Chicago, 1886–89) führten sie das Stahlgerüst als Grundlage für Hochhäuser ein, eine Weiterentwicklung gegenüber der Verwendung von Metallverstärkungen beim Bau des Home Insurance Building durch William Le Baron Jenney (Chicago, 1884–85).
Holabird besuchte die Militärakademie West Point, brach diese jedoch 1875 ab und zog nach Chicago. Er arbeitete als Technischer Zeichner für Jenney, dann für Burnham and Root. Im Jahr 1880 machte er sich zusammen mit Ossian C. Simonds selbständig; dieser wandte sich dann jedoch der Landschaftsarchitektur zu. 1881 trat Roche in die Firma ein. Eine Innovation der beiden war die Glasfassade, wie in ihrem Marquette Building (1894, Chicago). Das ebenfalls von ihnen geplante Gage Building (1898, Chicago), mit einer Fassade von Louis Sullivan, wurde 1962 als Chicago architectural landmark ausgezeichnet. Die beiden führten den Chicago-Stil auch nach dem Aufkommen anderer Stile fort, unter anderem beim Republic Building (Chicago, 1905).